# Samuel H. Elrod

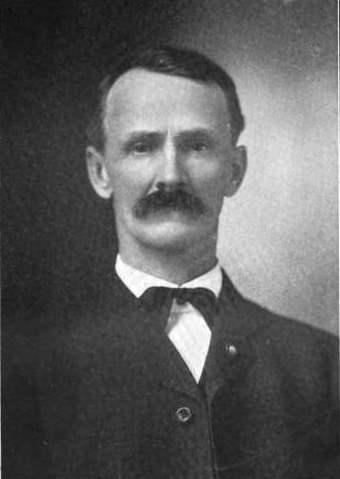
Samuel H. Elrod

Samuel Harrison Elrod (* 1. Mai 1856 in Coatesville, Hendricks County, Indiana; † 13. Juli 1935 in Clark, South Dakota) war ein US-amerikanischer Politiker (Republikanische Partei) und von 1905 bis 1907 der fünfte Gouverneur des Bundesstaates South Dakota.

## Frühe Jahre und politischer Aufstieg
Samuel Elrod besuchte die öffentlichen Schulen seiner Heimat. Danach studierte er bis 1882 an der DePauw University in Greencastle und wurde Anwalt und Landmakler. Im Jahr 1883 zog er in das Dakota-Territorium und nahm an der ersten verfassungsgebenden Versammlung für den zukünftigen Bundesstaat South Dakota teil. Im Jahr 1884 fungierte er als Staatsanwalt im Clark County. Von 1885 bis 1887 war er Leiter der Post in diesem Bezirk. Zwischen 1887 und 1897 war er leitender Staatsanwalt (State attorney); von 1892 bis 1900 war er auch beim Bundesbüro für Indianerangelegenheiten angestellt.

## Gouverneur von South Dakota
Im Jahr 1904 wurde Elrod zum neuen Gouverneur von South Dakota gewählt. Er trat seine zweijährige Amtszeit am 3. Januar 1905 an. In den zwei Jahren seiner Amtszeit hat er im Wesentlichen die Politik seines Vorgängers Charles N. Herreid fortgesetzt. Zwischen 1906 und 1907 ging der Eisenbahnausbau westlich des Missouri zügig voran. Ebenfalls 1906 wurde mit dem Bau einer ganz South Dakota durchquerenden Eisenbahnlinie begonnen, die bis 1909 zur Westküste durchgebaut wurde. Da diese Linie nicht mehr den bisherigen Handelsknotenpunkt Evarts berührte, wurde diese Stadt bald aufgegeben und verlassen. Ansonsten verlief Elrods Amtszeit ohne besondere Vorkommnisse. Im Jahr 1908 verzichtete er auf eine erneute Kandidatur. Daher schied er im Januar 1909 aus dem Amt des Gouverneurs aus.
Nach dem Ende seiner Amtszeit wurde Samuel Elrod in der Nähe der Ortschaft Clark Farmer und praktizierte dort auch als Anwalt. In Clark ist er 1935 auch verstorben. Der Ex-Gouverneur war mit Mary Ellen Masten verheiratet, mit der er zwei Kinder hatte.